# Adolphe Van Loey
Adolphe Van Loey (Elsene, 14 juli 1905 - Sint-Jans-Molenbeek, 6 maart 1987) was een Belgisch linguïst en filoloog die zich vooral bezighield met historische taalkunde, dialectologie, naamkunde en Middelnederlands. 
Van Loey studeerde van 1923 tot 1927 Germaanse filologie aan de universiteit van Brussel. Na het verkrijgen van een doctorstitel daar, ging hij aan de slag als leraar in het Koninklijk Atheneum te Elsene. Tegelijk legde hij zich toe op een "speciaal doctoraat", dat hij in 1936 afrondde. Datzelfde jaar werd hij halftijds docent aan zijn alma mater, in 1939 werd hij voltijds docent en in 1941 kreeg hij de titel van hoogleraar. In de Tweede Wereldoorlog sloot de universiteit de deuren en werd Van Loey opnieuw leraar aan het atheneum. In 1944 kon hij zijn functie als professor hervatten en brak een periode aan waarin hij heel wat publiceerde.

## Voornaamste publicaties

### Standaardwerken
- Middelnederlandse Spraakkunst, deel I Vormleer. Antwerpen, De Sikkel, 1947 (9de druk 1980, Wolters-Noordhoff Groningen); deel II Klankleer. Antwerpen, De Sikkel, 1949 (9de druk 1980, Wolters-Noordhoff Groningen).
- Schönfeld's Historische Grammatica van het Nederlands. Zutphen, Thieme, 1959 (8ste druk 1971).

### Andere boeken
- Studie over de Nederlandsche plaatsnamen in de Gemeenten Elsene en Ukkel. Leuven, 1931.
- Bijdrage tot de kennis van het Zuidwestbrabantsch in de 13de en 14de eeuw. Tongeren, Michiels, 1937.
- Middelnederlands Leerboek. Antwerpen, De Sikkel, 1947.

### Artikelen
- ‘De oudste middelnederlandsche oorkonden, voor onderwijs en eigen studie verzameld en naar het oorspronkelijk uitgegeven door H. Obreen en A. Van Loey’. In: Verslagen en Meededelingen van de Koninklijke Vlaamsche Academie voor Taal- en Letterkunde 1934, 329-471.
- ‘Altniederländisch und Mittelniederländisch’. In: L.E. Schmitt (red.): Kurzer Grundriß der germanischen Philologie bis 1500. Band I: Sprachgeschichte. Berlin, W. de Gruyter 1969, 253-287.
- ‘Palatalisatie Mnl. en Zuidnl. uu, Mechels a: (met taalkaarten en vier bijlagen)’. In: Handelingen van de Koninklijke Commissie voor Toponymie en Dialectologie XXV (1961), 131-259.
- ‘Geminatie’. In: Handelingen van de Koninklijke Commissie voor Toponymie en Dialectologie XXVI (1962), 83-101.
- ‘Over westmnl. ê/ei (met taalkaart)’. In: Verslagen en Mededelingen van de Koninklijke Vlaamse Academie voor Taal- en Letterkunde 1967, 31-85.